# Сольберг, Джеймс
Джеймс Сольберг (англ. James Solberg); 8 июня 1951, Сьюпириор, Висконсин, США — американский блюзовый гитарист, вокалист и автор песен. В составе группы Luther Allison & the James Solberg Band лауреат Blues Music Awards в номинации «Группа года» (1997, 1998); вместе с Лютером Эллисоном номинант Blues Music Awards в номинации «Песня года» (1996) .

## Биография
Джеймс Сольберг родился в 1951 году в Сьюпириоре, до средней школы рос в городе О-Клэр, затем переезжал с семьёй и даже какое-то время в Миннесоте жил в соседней квартире с Бобом Диланом Ещё ребёнком выучился играть на 5-струнном банджо, скрипке и гитаре. Уже с 1963 года играл в группе.
С середины 1960-х, бросив школу в 15-летнем возрасте, начал выступать в кавер-группах по всему Среднему Западу. Затем он отправился в Чикаго, где подружился с Эдди Тейлором, который обучил его приёмам игры на блюзовой гитаре. В 1968 году уехал в Ванкувер, опасаясь призыва в армию. В 1970 он вернулся в США, создал недолго существовавшую группу Whirlhouse, и в том же году присоединился на гастролях к группе Sam Lays Blues Band, где играл с Джонни Янгом, Биг Уолтер Хортоном и Джимми Ридом. В 1971 году переехал в Милуоки, где вместе с Джоном Пэрисом, впоследствии басистом Джонни Винтера, сформировал блюз-рок группу Dynamite Duck. В 1973 собрал The Solberg Brothers Band, где на пианино играл его брат. В то время в Милуоки жил Лютер Эллисон, только что подписавший контракт с Motown Records. Он часто посещал джемы по понедельникам в Brothers Lounge, где выступал Сольберг с группой. Вскоре группа стала работать на разогреве у Эллисона, а потому Сольберг стал гитаристом в группе Эллисона. С 1975 по 1979 год он работал с Эллисоном и записался на альбомах Nightlife, Luther Allison The Motown Years 1972-1976, Live at Montreaux, Live in Paris и Luther Allison Live 
Затем Эллисон остался в Париже, а Сольберг гастролировал с блюзовой группой Short Stuff со Среднего Запада. В 1981 году он прервал карьеру, устав от гастрольной жизни и будучи измотанным алкоголем и наркотиками, устроившись механиком в дилерский центр Harley Davidson, где кастомизировал мотоциклы . В 1985 году, бросив алкоголь ,  вернулся к карьере, отправившись в турне с гастрольной группой The Legendary Blues Band, в состав которой в разное время входили такие музыканты как Мадди Уотерс, Пайнтоп Перкинс, Вилли Смит, Кэлвин Джонс и Джерри Портной. В 1986 и 1987 годах гастролировал с Элвином Бишопом и The Nighthawks. Примерно в это же время он создал группу James Solberg Band, которая выступала по местным заведениям. Одно из первых состоялось в клубе The Stones Throw в городе О-Клэр, штат Висконсин, и ночью после выступления Джеймс Сольберг выиграл этот клуб в покер. Будучи владельцем он организовывал выступления в клубе звёзд блюза, одним из приглашённых был давний друг Лютер Эллисон, вернувшийся в 1993 году в США. Эллисон предложил группе Сольберга стать его аккомпанирующей группой, и под названием Luther Allison & the James Solberg Band они гастролировали повсюду, были гостями самых престижных фестивалей, записали три альбома, которые некоторыми считаются «тремя лучшими современными блюзовыми альбомами всех времен» . В то же время Солберг смог записать два отдельных от Эллисона альбома группы. После смерти Эллисона музыкант выпустил ещё несколько альбомов в начале 2000-х
«Музыку Джеймса Сольберга лучше всего можно охарактеризовать как имеющий глубокие корни в традиционном блюзе американский рок. И хотя его звучание креативно и мощно в своей подаче, сам Сольберг преуменьшает уникальность своей музыки. „Она из Дельты…из Мемфиса…или из Чикаго“...всё исходит из одних мест» 
Об альбоме One Of These Days писали, что «Сольберг выдает кучу чистого классического жёсткого рок-блюза. Те из вас, кто знаком с творчеством Сольберга, уже знакомы с мощной силой, которую всегда можно найти в его исполнении: чистое чувство, сыгранное от всего сердца» .
«По самой сути его работы в качестве сайдмена, публике, покупающей блюз, может потребоваться некоторое время, чтобы понять, что Сольберг — феноменально талантливый автор песен, гитарист и певец сам по себе» .

## Дискография

### Как James Solberg Band
- See That My Grave Is Kept Clean, DixieFrog Records, 1995
- One Of These Days, Ruf Records, 1996

### Сольно
- L.A. Blues, Ruf Records, 1998
- The Hand You're Dealt, Ruf Records, 2000
- .......Real Time, Blues Eclipse Records, 2004